# Filip Strauch
Filip Teodor Strauch (en rus Филип Александрович Штраух, Sant Petersburg, 8 d'agost de 1962 – Sant Petersburg, 3 de novembre de 1924) va ser un regatista rus que va competir a començaments del segle xx.
El 1912 va prendre part en els Jocs Olímpics d'Estocolm, on va guanyar la medalla de bronze en la categoria de 10 metres del programa de vela. Brasche navegà a bord del Gallia II junt a Esper Beloselsky, Ernest Brasche, Karl Lindholm, Nikolai Puschnitsky, Aleksandr Rodionov i Iosif Schomaker.